# Eriocaulon raipurense
Eriocaulon raipurense är en gräsväxtart som beskrevs av K.K. Khanna, Mudgal och An.Kumar. Eriocaulon raipurense ingår i släktet Eriocaulon och familjen Eriocaulaceae. Inga underarter finns listade i Catalogue of Life.